# Jacqueline Freney
Jacqueline Freney OAM (6 de juny de 1992) és una nedadora paralímpica australiana. Als Jocs Paralímpics de Londres 2012, va trencar el rècord australià de Siobhan Paton de sis medalles d'or en un únic esdeveniment en guanyar la seva setena medalla d'or als 400 m estil lliure femení S7. Va acabar els Jocs amb vuit medalles d'or, més que qualsevol altre participant als Jocs.

## Biografia

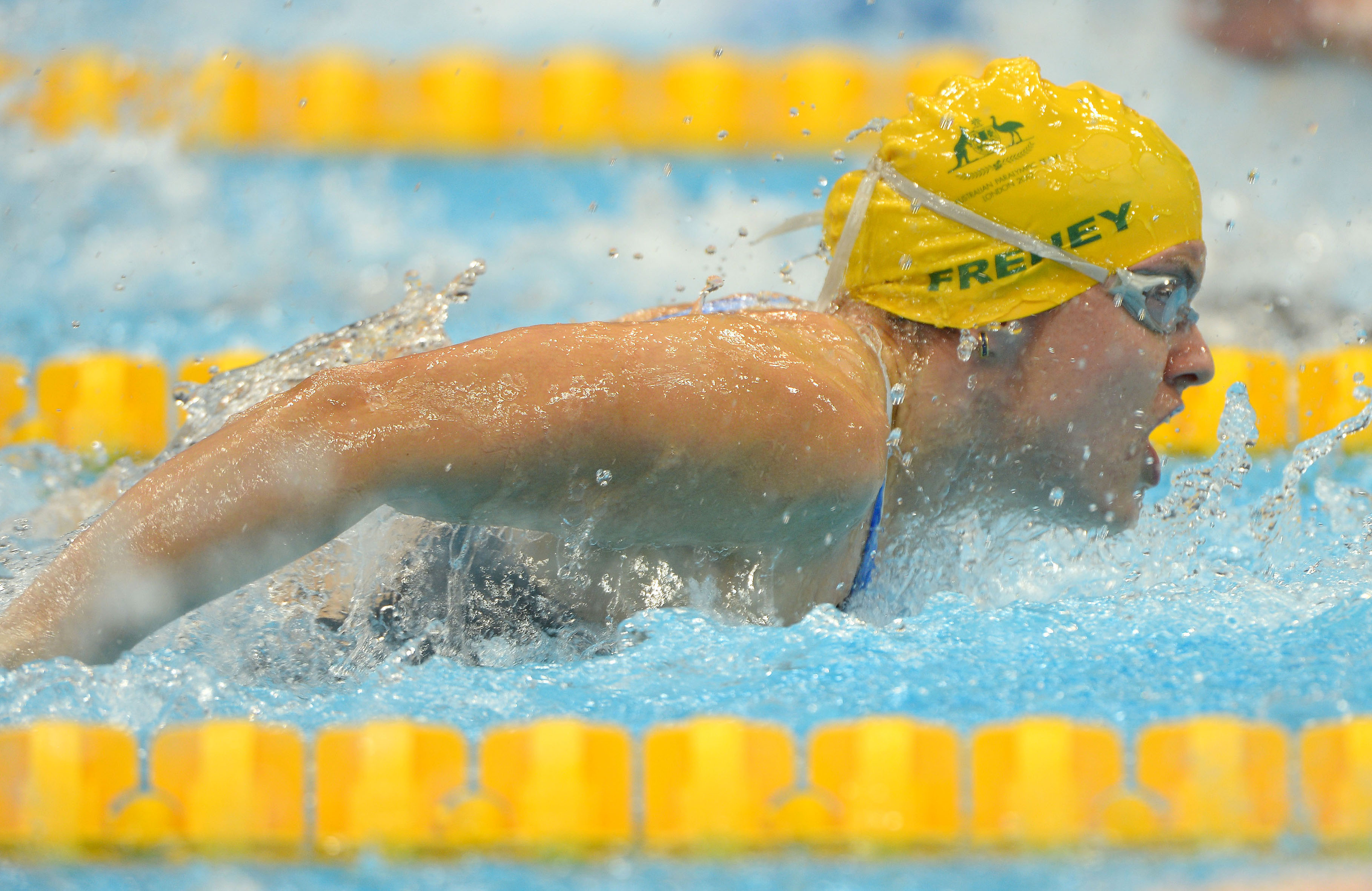
Freney l'any 2012 als Jocs Paralímpics de Londres.

Jacqueline Rose Freney va néixer a Brisbane, Queensland, amb paràlisi cerebral i diplegia. Va guanyar tres medalles de bronze als Jocs Paralímpics de Pequín 2008 en les proves femenines de 100 metres lliures de S8, 400 metres lliures de S8 i 50 metres lliures de S8. L'any 2012 als Jocs Paralímpics de Londres va guanyar 8 medalles d'or als 100 m esquena]S7, 50 m papallona S7, 100 m estil lliure S7, 400 m estil lliure S7, 50 m estil lliure S7, 200 m medley individual SM7, 4 × 100 m estil lliure relleu 34 punts, i el 4 x 100 m medley relleu. Va trencar el rècord australià de Siobhan Paton de sis medalles d'or en]una única prova en guanyar la seva setena medalla d'or als 400 m lliures S7. en trencar el rècord va dir «Set, sóc en el cel». Va acabar els Jocs amb vuit medalles d'or, més que qualsevol altre participant en els jocs.
Freney viu en Skenners Head, Ballina, Nova Gal·les del Sud, i és entrenada pel seu pare Michael.1 El seu avi Peter Freney va entrenar la múltiple medallista d'or dels Jocs de Sídney 2000, Siobhan Paton. L'avi ara l'ajuda a Freney en el desenvolupament de la seva carrera. L'any 2008, va rebre una beca de natació paralímpica de l'Institut Australià d'Esports.
Als Campionats Mundials de Natació de l'IPC de 2010 a Eindhoven, va guanyar medalles de plata en els 100 metres lliures femenins i als 400 metres lliures, de les proves de S8. Al 2011, una setmana abans de l'Obert de Natació Can-Am, Freney va ser reclassificada de S8 a S7. Al Can-Am Swimming Open de 2011 a La Mirada, va establir un rècord mundial en la prova de 400 metres lliures de S7 dues vegades, una durant les sèries i una altra durant les finals amb un temps de 4:59.95 en el seu camí a guanyar una medalla d'or. A l'Obert de Natació Can-Am, va guanyar dues medalles de plata a les proves de 50 i 100 metres lliures de S7.
Freney no va poder competir als Jocs Paralímpics de Rio de Janeiro 2016 a causa d'un problema mèdic. Havia estat patint de sensacions electromagnètiques desencadenades per un entrenament extenuant i va ser incapaç de trobar una resposta al buscar què va succeir aquest problema.

## Reconociments

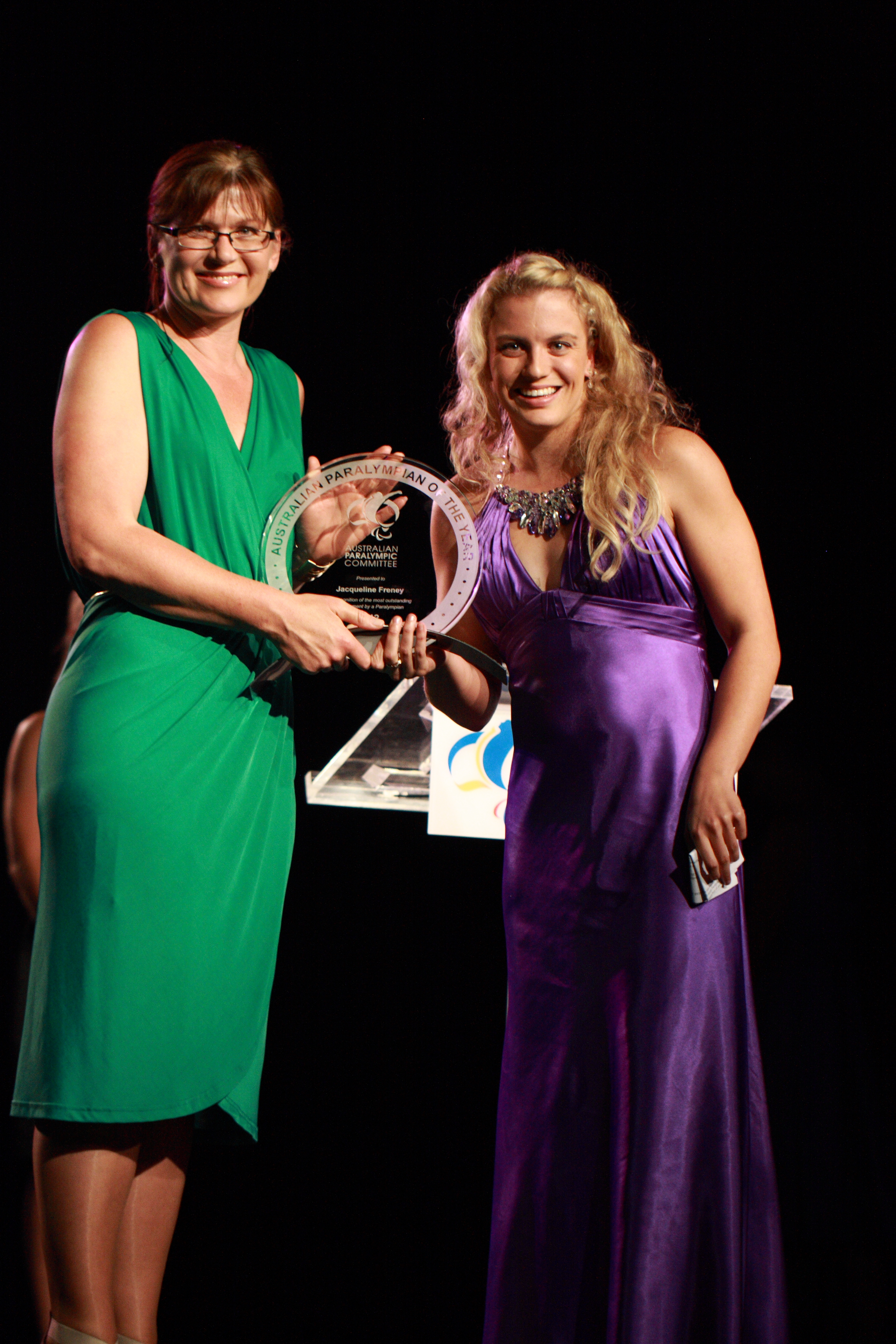
Freney amb el premi como la Paralímpica Australiana del Any 2012 de la Ministra de Sports de Austràlia, Kate Lundy.

Al febrer de 2012 Freney va ser nomenada Esportista de l'Any de Ballina Shire. Va ser finalista per al premi Paralímpic Australià de l'Any 2012, i va guanyar el millor premi femení i el màxim honor general. Al 2012, Freney va ser declarada Paralímpica de l'Any pel Correu d'Austràlia i aquest assoliment es va celebrar amb el llançament d'un segell commemoratiu on apareixia la inspiradora atleta. Al novembre de 2013 va ser nomenada Jove Australiana de l'Any a Nova Gal·les del Sud per a 2014. El 25 de gener de 2014 va ser nomenada Jove Australiana de l'Any. A l'endemà també se li va concedir una Medalla de l'Orde d'Austràlia «pel seu servei a l'esport com a medallista d'or als Jocs Paralímpics de Londres 2012». a l'octubre de 2014 va ser admesa en el Camí dels Campions al Centre Aquàtic del Parc Olímpic de Sídney.
Freney va obtenir el seu premi al Jove Australià de l'Any en 2014 per la seva participació activa en la comunitat, treballant amb Swimming Austràlia com un orador que motiva per ajudar les persones amb discapacitat a assolir el seu veritable potencial.